# يوتا ناكاياما
يوتا ناكاياما (باليابانية: 中山 雄太)، من مواليد 16 فبراير 1997م، وهو لاعب ياباني لكرة القدم، يلعب حاليا لنادي كاشيوا ريسول الياباني، وشارك مع زملائه في التشكيلة الثابتة لبطولة كأس العالم تحت 20 سنة، والتي استضافته كوريا الجنوبية سنة 2017م.

## مسيرته الكروية
لعب يوتا ناكاياما خلال مسيرته الاحترافية مع ناديين في ستة مواسم وسجل خلالها 8 أهداف ضمن 94 مباراة. ولم يفز بأي موسم بالكأس أو بالدوري.
خاض يوتا ناكاياما مسيرته مع نادي كاشيوا ريسول في موسم 2015 ليلعب معه أربعة مواسم، مشاركًا في 76 مباراة سجل خلالها 6 أهداف. ثم انتقل إلى نادي بي إي سي زفوله في موسم 2018–19 ولمدة موسمين، حيث شارك في 18 مباراة سجل خلالها هدفين.